# North Fond du Lac
North Fond du Lac és una població dels Estats Units a l'estat de Wisconsin. Segons el cens del 2000 tenia 4.557 habitants.

## Demografia
Segons el cens del 2000, North Fond du Lac tenia 4.557 habitants, 1.789 habitatges, i 1.289 famílies. La densitat de població era de 921,2 habitants per km².
Dels 1.789 habitatges en un 35,6% hi vivien nens de menys de 18 anys, en un 57,9% hi vivien parelles casades, en un 9,7% dones solteres, i en un 27,9% no eren unitats familiars. En el 23% dels habitatges hi vivien persones soles el 9,2% de les quals corresponia a persones de 65 anys o més que vivien soles. El nombre mitjà de persones vivint en cada habitatge era de 2,53 i el nombre mitjà de persones que vivien en cada família era de 2,97.
Per edats la població es repartia de la següent manera: un 26,3% tenia menys de 18 anys, un 8,3% entre 18 i 24, un 31% entre 25 i 44, un 22,6% de 45 a 60 i un 11,8% 65 anys o més.
L'edat mediana era de 35 anys. Per cada 100 dones de 18 o més anys hi havia 91,5 homes.
La renda mediana per habitatge era de 44.327 $ i la renda mediana per família de 49.946 $. Els homes tenien una renda mediana de 37.959 $ mentre que les dones 21.631 $. La renda per capita de la població era de 17.492 $. Aproximadament el 3,5% de les famílies i el 6,9% de la població estaven per davall del llindar de pobresa.

## Poblacions més properes
El següent diagrama mostra les poblacions més properes.